# Gottfried Aschmann

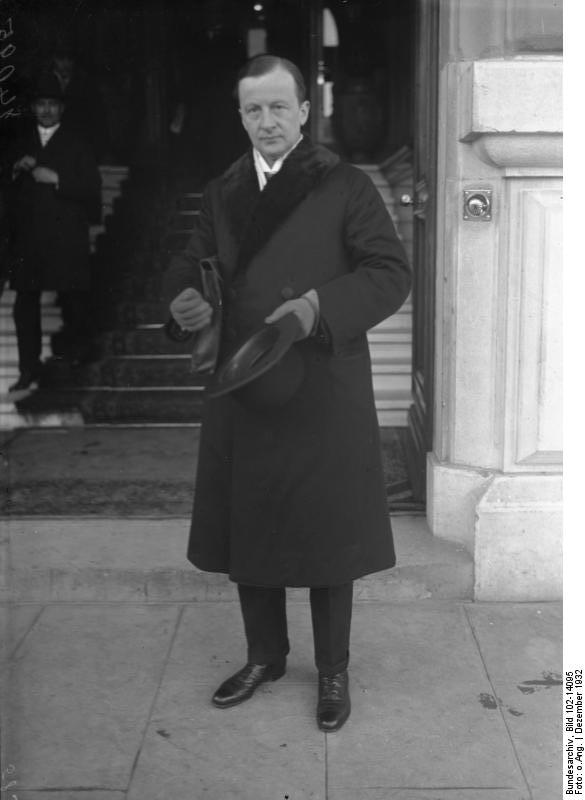

Gottfried Aschmann, född 18 juli 1884, död 31 juli 1946, var en tysk diplomat.
Aschmann anställdes efter juristutbildning 1918 vid tyska utrikesministeriet och utnämndes 1920 till ambassadör i Paris. Han återkallades 1921 till utrikesministeriet och blev 1923 minister i Bern och var senare generalkonsul i Genève och ambassadråd i Ankara. 1932 blev han chef för utrikesministeriets pressavdelning. Då han hade kontakter med nationalsocialistiska partiet kvarstod han under flera år efter Hitlers maktövertagande som chef för pressavdelningen.